# Municipio de West Earl
El municipio de West Earl (en inglés: West Earl Township) es un municipio ubicado en el condado de Lancaster en el estado estadounidense de Pensilvania. En el año 2000 tenía una población de 6.766 habitantes y una densidad poblacional de 148.1 personas por km².

## Geografía
El municipio de West Earl se encuentra ubicado en las coordenadas 40°07′00″N 76°09′59″O / 40.11667, -76.16639.

## Demografía
Según la Oficina del Censo en 2000 los ingresos medios por hogar en la localidad eran de $51,503 y los ingresos medios por familia eran de $54,360. Los hombres tenían unos ingresos medios de $37,227 frente a los $22,037 para las mujeres. La renta per cápita de la localidad era de $21,457. Alrededor del 8,4% de la población estaba por debajo del umbral de pobreza.